# ABN AMRO World Tennis Tournament 2020
ABN AMRO World Tennis Tournament 2020 — тенісний турнір, що проходив на кортах з твердим покриттям у місті Роттердам (Нідерланди) з 10 по 16 лютого. Належав до категорії ATP 500, був турніром серії Rotterdam Open 2020 року.

## Фінальна частина

### Одиночний розряд
Гаель Монфіс —  Фелікс Оже-Аліассім 6–2, 6–4

### Парний розряд
П'єр-Юг Ербер /  Ніколя Маю —  Генрі Контінен /  Ян-Леннард Штруфф 7–6(7–5), 4–6, [10–7]